# Liste der australischen Hochkommissare in Kanada

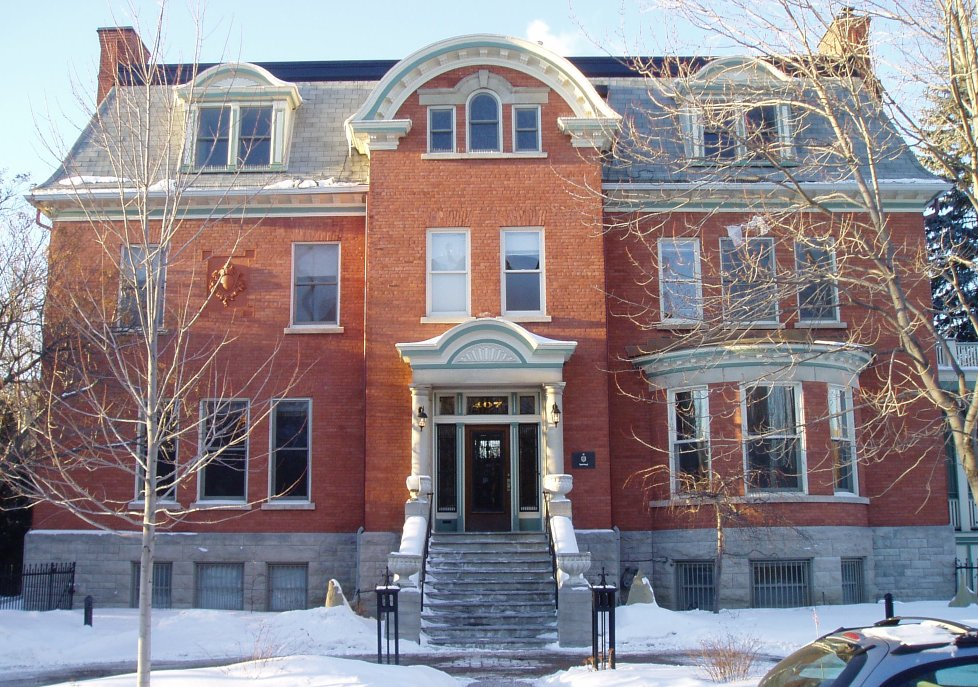
Der High Commissioner residiert im Australia House (Ottawa)

Der australische Hochkommissar in Ottawa ist regelmäßig auch High Commissioner bei der Regierung in Hamilton (Bermuda).

## Hochkommissare
| Ernannt | Name                   | Bemerkungen | ernannt während der Regierung von | akkreditiert während der Regierung von | Posten verlassen |
| ------- | ---------------------- | --- | --------------------------------- | -------------------------------------- | ---------------- |
| 1939    | Thomas William Glasgow | | Earle Page                        | William Lyon Mackenzie King            | 1945             |
| 1945    | Alfred Thorpe Stirling | CBE (* 8. September 1902 in Melbourne) Sohn von Isabell und Robert Andrew Stirling, studierte an der Melbourne University und in Oxford, 1927 erhielt er die Zulassung als Barrister bei der Victorian Bar. Er wurde zum Mitglied der australischen Delegation bei der Reichskonferenz in Toronto 1933 ernannt und vertrat anschließend die australische Regierung bei den Völkerbund-Sitzungen. 1945 wurde er zum Australian High Commissioner to Canada ernannt. 1946 war er Gesandter in Washington, D.C., 1948–1951 High Commissioner to Pretoria. Im Juni 1950 wurde er als Botschafter in Den Haag akkreditiert, 1963 Botschafter in Rom. | Ben Chifley                       | William Lyon Mackenzie King            | 1946             |
| 1947    | Frank Forde            | | Ben Chifley                       | William Lyon Mackenzie King            | 1953             |
| 1953    | Douglas Copland        | (* 1894; † 1971) (1933: CMG, 1950: KBE) | Robert Menzies                    | Louis Saint-Laurent                    | 1957             |
| 1957    | Walter Crocker         | | Robert Menzies                    | John Diefenbaker                       | 1959             |
| 1959    | Walter Joseph Cawthorn | (* 11. Juni 1896; † 4. Dezember 1970) CBE CIE CB 1960–1968 Director-General of the Australian Secret Intelligence Service des Australian Secret Intelligence Service Australian High Commissioner to Pakistan | Robert Menzies                    | John Diefenbaker                       | 1960             |
| 1961    | David Hay              | | Robert Menzies                    | John Diefenbaker                       | 1964             |
| 1964    | Kenneth Bailey         | (* 1898; † 1972) CBE QC | Robert Menzies                    | Lester Pearson                         | 1969             |
| 1969    | David Ramsay McNicoll  | CBE (* 1914; † 2000) | John Gorton                       | Pierre Trudeau                         | 1973             |
| 1973    | James Ingram           | [ 3 ] | Gough Whitlam                     | Pierre Trudeau                         | 1975             |
| 1975    | Max Loveday            | CBE 27. August 1968: Botschafter in Jakarta | Malcolm Fraser                    | Pierre Trudeau                         | 1977             |
| 1977    | John Edmund Ryan       | (1923; † 1987) | Malcolm Fraser                    | Pierre Trudeau                         | 1980             |
| 1980    | Barrie Dexter          | | Malcolm Fraser                    | Pierre Trudeau                         | 1983             |
| 1983    | Rowen Frederick Osborn | (* 1924) ältester Sohn von Helen und Frank Osborn. | Bob Hawke                         | Pierre Trudeau                         | 1985             |
| 1985    | Rob Laurie             | 25. Juli 1997–2001 High Commissioner in Neu-Delhi | Bob Hawke                         | Brian Mulroney                         | 1989             |
| 1989    | James Humphries        | | Bob Hawke                         | Brian Mulroney                         | 1991             |
| 1991    | David Spencer          | bis 2009 Australia’s Ambassador for Asia-Pacific Economic Cooperation (APEC) | Paul Keating                      | Brian Mulroney                         | 1993             |
| 1993    | Frank Murray           | | Paul Keating                      | Kim Campbell                           | 1997             |
| 1997    | Gregory Wood           | | John Howard                       | Jean Chrétien                          | 2000             |
| 2001    | Tony Hely              | trat in den auswärtigen Dienst und wurde in Jakarta, Tokyo und Genf beschäftigt. Von 1998 bis 2001 war er Botschafter in Seoul, danach war er gleichzeitig High Commissioner in Ottawa und auf Bermuda. | John Howard                       | Jean Chrétien                          | 2005             |
| 2005    | William Fisher         | Er wurde bei den Missionen in Vientiane und beim Büro der Vereinten Nationen in Genf beschäftigt, 1983–1987 war er Generalkonsul in Honolulu, 1982–1983 Geschäftsträger in Teheran, 1978–1980 Generalkonsul in Port Vila, 1975–1978 Generalkonsul in Noumea, 1990–1993 Botschafter in Tel Aviv, 1997–2000 Botschafter in Bangkok, 2000–2004 Botschafter in Paris, | John Howard                       | Paul Martin                            | 2008             |
| 2008    | Justin Brown           | | Kevin Rudd                        | Stephen Harper                         | 2011             |
| 2011    | Louise Hand            | (* 1956) Public Service Medal im Januar 2009 für ihre Arbeit in Indonesien. | Julia Gillard                     | Stephen Harper                         |                  |